# Жълтокоремна тиранова мухоловка
Жълтокоремна тиранова мухоловка (Myiodynastes luteiventris) е вид птица от семейство Tyrannidae.

## Разпространение
Видът е разпространен в Белиз, Боливия, Бразилия, Гватемала, Еквадор, Канада, Колумбия, Коста Рика, Мексико, Никарагуа, Панама, Перу, Салвадор, САЩ и Хондурас.